# Alerte en Méditerranée
Pour plus de détails, voir Fiche technique et Distribution.
Alerte en Méditerranée est un film français réalisé par Léo Joannon, sorti en 1938.

## Synopsis
En 1938, la rencontre de trois officiers de marine, dont l'un le capitaine de corvette Lestailleur (Pierre Fresnay) commande le torpilleur Le Fortuné. Il rencontre au cours d'une escale à Tanger deux autres commandants de bâtiments de guerre, l'un britannique, le capitaine Falcon (Kim Weacock) et l'autre allemand, le capitaine Von Schlieden (Rolf Wanka). Malgré la cordialité de leur rencontre, une bagarre entre matelots des trois pays les brouille. Cependant Falcon et von Schlieden se retrouvent à l'occasion de manœuvres navales, à bord du bâtiment commandé par Lestailleur.
Pendant que la famille de Lestaileur navigue à bord d'un paquebot, un groupe de trafiquants d'armes provoque un grave accident en laissant s'échapper un nuage de gaz de combat du cargo qu'ils contrôlent. Pour voler au secours du paquebot et recueillir ses passagers avant qu'ils ne soient atteints par le nuage toxique, Lestailleur se voit obligé de foncer avec son torpilleur à travers le nuage de gaz mortel, équipé de moyens de protection sommaires. Il est aidé dans ses manœuvres par Peacok et von Schlieden et réussit à sauver les passagers, mais von Schlieden, qui a été gazé pendant la guerre de 1914-18 succombe à une intoxication mortelle.
Les civils sauvés et les matelots des trois pays rendent à von Schlieden un vibrant hommage au cours de ses funérailles.

## Analyse
Tourné peu avant le conflit mondial, le film, réalisé par le cinéaste catholique Léo Joannon, insiste sur la fraternité des marins et le courage dont ils font tous preuve dès lors qu'il s'agit de sauver des civils. Contemporain des accords de Munich et de la montée du nazisme, il délivre un message pour le moins paradoxal sur le pacifisme du fait qu'il met essentiellement en scène des militaires. Il a été considéré comme un film emblématique du pacifisme conservateur et comme l'annonce du cinéma de l'Occupation, auquel Joannon prêtera main-forte.

## Fiche technique
- Titre : Alerte en Méditerranée
- Réalisation : Léo Joannon
- Scénario : Léo Joannon et T.H. Robert
- Dialogues : Roger Vitrac
- Photographie : Marcel Lucien
  - Cameraman : Raymond Clunie
- Montage : Jean Devaivre et Robert Nerrier
- Son : Igor B. Kalinovski
- Décors : Robert Gys
- Maquillage : Hagop Arakelian
- Directeur de production : Sacha Kamenka
- Photographe de plateau : Léo Mirkine
- Musique : Michel Michelet (crédité comme Michel Lévine)
  - Chef d'orchestre : Pierre Chagnon
- Société de production : Société des Films Vega
- Société de distribution : Compagnie Commerciale Française Cinématographique
- Pays de production :  France
- Langue : français, allemand, anglais
- Format : Noir et blanc - 1,37:1 - Mono - 35 mm
- Genre : Aventure
- Durée : 104 minutes
- Dates de sortie : 
  - France : 7 septembre 1938
  - Belgique : 21 octobre 1938
  - Allemagne : 27 juin 1939
  - États-Unis : 7 janvier 1940

## Distribution
- Pierre Fresnay : le commandant Lestailleur
- Nadine Vogel : Claire Lestailleur
- Rolf Wanka : von Schlieden
- Kim Peacock (en) : le commandant Falcon
- Jean-Claude Debully : le petit Pierre
- Jean Temerson : le docteur Laurent
- Louis Seigner : le juge d'instruction
- Raymond Aimos : Huguenin, le second-maître
- Jean Tissier : le journaliste
- Fernand Ledoux : Martin
- René Bergeron : le capitaine Dulac
- Jean Daurand : le matelot Calas
- Edmond Ardisson : le matelot Jaubert
- Michael Hogarth : le matelot anglais
- Kroneger : le matelot allemand
- Robert Pizani : le médecin du port
- Jacques Berlioz : le commandant du paquebot
- Tony Murcie : le second du paquebot
- Frédéric Mariotti : l'homme de main
- Jean d'Yd : le Père blanc
- Georges Tourreil : l'officier des Spahis
- Georges Prieur : l'amiral
- Duluard : le second du torpilleur
- Jacques Vitry
- Henry Bonvallet
- Marc Dantzer

## Autour du film
- Une projection de ce film dans un village africain est représentée dans Coup de torchon de Bertrand Tavernier.

- L'année suivante, un remake anglais Hell's Cargo sera réalisé par Harold Huth. Kim Peacock y reprendra son rôle de marin de la Royal Navy.

## Récompenses et distinctions
- Grand prix du cinéma français en 1938.